# Олег Антонов (монета)
«Оле́г Анто́нов» — ювілейна монета номіналом 2 гривні, випущена Національним банком України. Присвячена 100-річчю з дня народження Олега Костянтиновича Антонова (1906—1984 рр.) — авіаконструктора, під керівництвом якого створювалися транспортні, навчальні, спортивні літаки та планери. Олег Антонов завжди прагнув, щоб його літаки, у тому числі такі гіганти, як «Антей» і «Руслан», були універсальними й красивими, могли перевозити багато вантажів і пасажирів на великі відстані. Нині фахівці Авіаційного науково-технічного комплексу ім. О. К. Антонова продовжують справу талановитого конструктора.
Монету введено в обіг 3 лютого 2006 року. Вона належить до серії «Видатні особистості України».

## Опис та характеристики монети
| Номінал грн. | Метал      | Маса, грам | Діаметр, мм. | Якість виготовлення       | Гурт     | Тираж, штук |
| ------------ | ---------- | ---------- | ------------ | ------------------------- | -------- | ----------- |
| 2            | нейзильбер | 12,8       | 31           | спеціальний анциркулейтед | рифлений | 45 000      |

### Аверс
На аверсі монети в центрі композиції зображені літаки (АН-2 та АН-124 «Руслан»), під якими розміщено номінал монети «2/ГРИВНІ»; угорі півколом напис — «НАЦІОНАЛЬНИЙ БАНК УКРАЇНИ», під ним — малий Державний Герб України та рік карбування монети «2006», а також логотип Монетного двору Національного банку України.

### Реверс
На реверсі монети на тлі стилізованого креслення зображено портрет Антонова, праворуч від якого — логотип «АН» та півколом розміщено написи: «ОЛЕГ АНТОНОВ» (праворуч), роки життя — «1906—1984» (унизу ліворуч).

## Автори

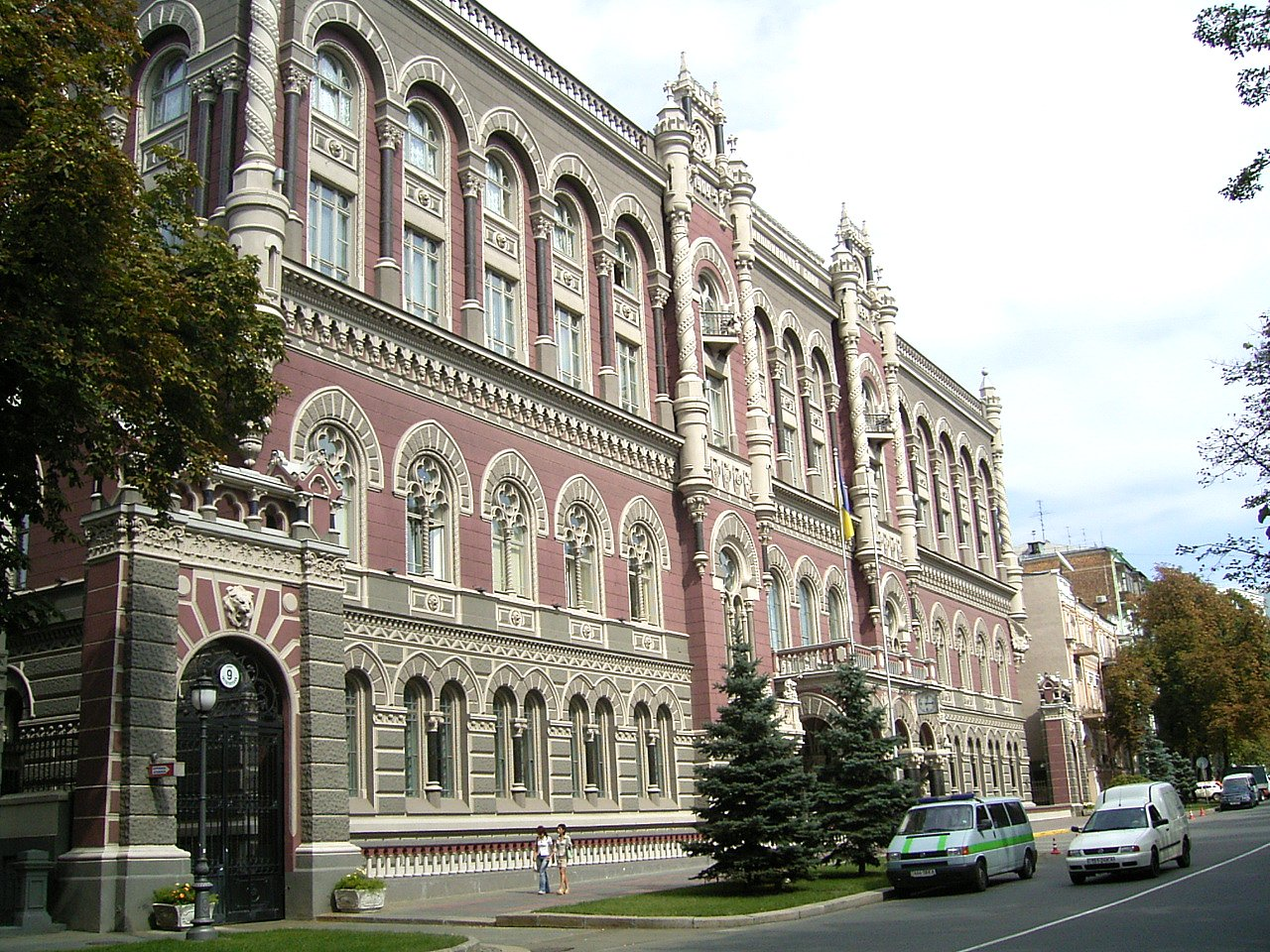
Будівля Національного банку України

- Художник — Кочубей Микола.
- Скульптор — Чайковський Роман.

## Вартість монети
Ціна монети — 15 гривень, була зазначена на сайті Національного банку України 2011 року.
Фактична приблизна вартість монети з роками змінювалася так:
| Рік        | 2010 | 2011 | 2012 | 2013 | 2014 | 2015 | 2016 | 2017 | 2018 | 2019 | 2020 | 2021 | 2022 | 2023 | 2024 | 2025 |
| ---------- | ---- | ---- | ---- | ---- | ---- | ---- | ---- | ---- | ---- | ---- | ---- | ---- | ---- | ---- | ---- | ---- |
| Ціна, грн. | 25   | 30   | 30   | 40   | 40   | 50   | 75   | 115  | 115  | 120  | 120  | 120  | 130  | 200  | 260  | 320  |